# Condado de Police
Police (polaco: powiat policki) é um powiat (condado) da Polónia, na voivodia da Pomerânia Ocidental. A sede é a cidade de Police. Estende-se por uma área de 664,16 km², com 63 462 habitantes, segundo os censos de 2005, com uma densidade 95,55 hab/km².

## Divisões admistrativas
O condado possui:
Comunas urbana-rurais: Nowe Warpno, Police
Comunas rurais: Dobra, Kołbaskowo
Cidades: Nowe Warpno, Police

## Demografia
População (dados de [[]] de 2005):
|          | Total   | Total | Mulheres | Mulheres | Homens  | Homens |
| -------- | ------- | ----- | -------- | -------- | ------- | ------ |
|          | pessoas | %     | pessoas  | %        | pessoas | %      |
| Total    | 63 462  | 100   | 32 074   | 50,6     | 31 338  | 49,4   |
| Cidades  | 35 515  | 100   | 18 034   | 50,8     | 17 481  | 49,2   |
| Povoados | 27 947  | 100   | 14 040   | 50,2     | 13 856  | 49,8   |